# NGC 2689
إن جي سي 2689 التي يرمز لها بالرمز NGC 2689، هي مجرة، في كوكبة الدب الأكبر.

## الاكتشاف
اكتشفت في 11 مارس 1858، بواسطة ويليام بارسونز.